# Río Blanco
För andra betydelser, se Río Blanco (olika betydelser).
Río Blanco är en tätort och kommun (municipio) i departementet Matagalpa i den bergiga centrala delen av Nicaragua. Kommunen hade 34 422 invånare år 2012. Inom kommunen ligger Naturreservatet Cerro Musún.

## Geografi
Río Blanco gränsar till kommunerna Rancho Grande, Waslala och Mulukukú i norr, till Paiwas i öster, och till Matiguás i söder och väster. Kommunens centralort Río Blanco ligger vid floden Río Blanco. De närmaste största städerna är Matagalpa och Jinotega.

## Historia
Río Blanco blev en självständig kommun 1974 då den bröts ut ur grannkommunen Matiguás. År 2009 upphöjdes kommunen till rangen av ciudad (stad).

## Näringsliv
I området runt Rio Blanco odlas mycket kaffe och kaffet är deras största inkomstkälla. En av kaffeodlingarna ligger vid den lilla byn San Jose, bara en kilometer bort. Kaffet säljs ofta i Sverige. Även olika grönsaker odlas i området.

## Transporter
Río Blanco ligger längs den viktiga landsvägen från västra Nicaragua till den karibiska hamnstaden Bilwi.